# Роланд Дискейн
Роланд Дискейн, Роланд из Гилеада (англ. Roland Deschain of Gilead) — центральный персонаж серии Стивена Кинга о Тёмной Башне. Он, сын Стивена и Габриэль Дискейнов, — последний живой член легендарного (в его мире) ордена стрелков. Его личность была в основном создана с опорой на героев Клинта Иствуда, а цель и некоторые персонажи взяты из поэмы Роберта Браунинга «Чайльд-Роланд дошел до Темной Башни».

## Внешность

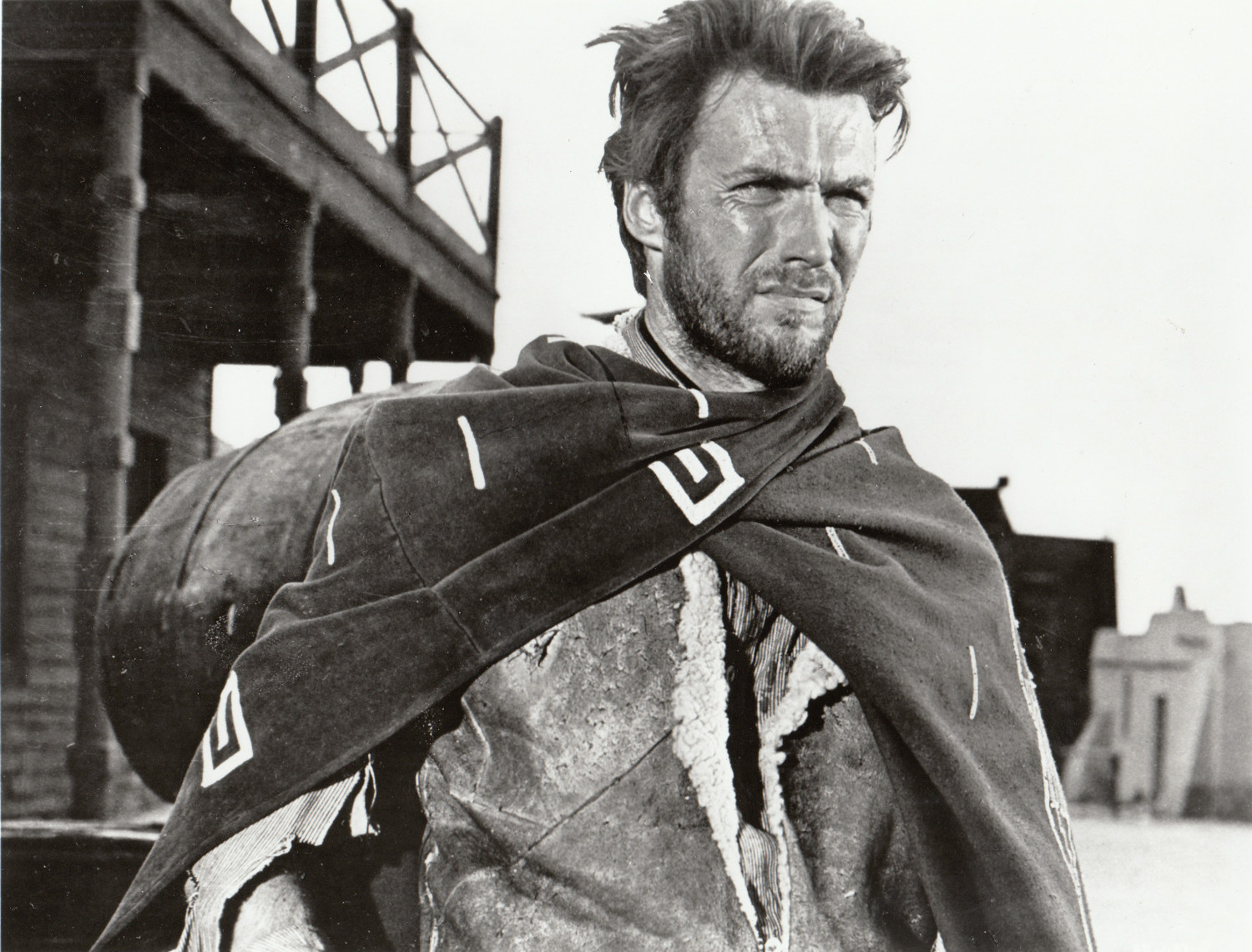
Клинт Иствуд, вдохновивший Стивена Кинга на создание образа стрелка Роланда.

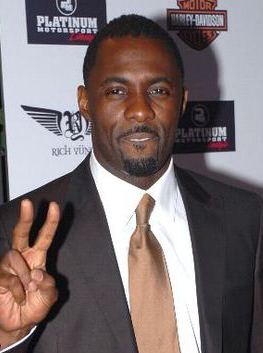
Идрис Эльба, актер, который сыграл Роланда в телеадаптации в 2017.

Нельзя сказать, что Кинг подробно описывает внешность Роланда. Известно, что он высокий, худой черноволосый мужчина европеоидной расы (Детта Уокер видела в нем цель своих нападок — белого человека, и, соответственно, неоднократно оскорбляла его) с пронзительными синими глазами. В конце первой книги указывается, что он «постарел на десять лет», и в волосах его появилась седина. В начале книги «Извлечение троих» лишается двух пальцев на правой руке. Любопытно, что стрелок — человек неопределённого возраста. Иногда он кажется другим героям почти стариком, иногда — едва ли не юношей. Лицо его также представляется то уродливым, то красивым.
Тем не менее, в цикле достаточно художественных описаний облика стрелка, характеризующих более его личность, нежели внешность. Особенное внимание уделяется глазам стрелка: голубые, пронзительные, «глаза снайпера», они упоминаются в каждой книге цикла не по одному разу. Стоит обратить внимание на ещё одно описание, которое довольно ярко, хоть и немного противоречиво характеризует Роланда. В книге «Извлечение троих» Роланд грабит оружейный магазин, и полицейский Делеван, обманутый им, запоминает облик стрелка. Далее упоминается, что несколько лет спустя Делеван умер в кинотеатре от сердечного приступа, когда увидел похожего манерой говорить и двигаться персонажа в кино — Терминатора. Но это учитывая то, что стрелок во время общения с полицейским находился в чужом теле и ему приходилось «считывать» информацию напрямую из мозга другого человека.
Также делается намек на внешнее сходство Роланда с автором.
В послесловии к последнему роману из цикла «Темная башня», С.Кинг написал, что Роланд похож на Клинта Иствуда.

## История

### До событий первой книги
Роланд является потомком в тридцатом поколении Короля Артура, известного в мире Роланда под именем Артур Эльдский. Даже его револьверы сделаны из переплавленного легендарного меча Артура, Эскалибура. По преданию, для того, чтобы войти в Башню, необходимо обладать этим мечом.
Роланд стал стрелком в необыкновенно раннем возрасте — в четырнадцать лет (ему удалось победить своего учителя и наставника Корта). Ученик имел право выбора оружия, и Роланд во многом предопределил победу, выбрав в качестве оружия сокола Давида. Далее Роланд был сразу же отправлен в город Хэмбри (англ. Hambry), находящийся в феоде Мэджис (англ. Mejis). Туда он отправился вместе со своим первым «детским» ка-тетом, состоящим из самого Роланда (под именем Уилл Диаборн) и его друзей Катберта Оллгуда и Алена Джонса. Там он впервые влюбился и потерял свою возлюбленную (Сюзан Дельгадо). Он был захвачен влиянием розового магического шара — одного из тринадцати чародейских кристаллов, называемых «Радугой Мерлина» и представляющих каждый из тринадцати Врат (порталов), охраняемых Стражами, генерирующих 6 Лучей, поддерживающих Башню. Роланд узнал, что его цель — путь к Башне, заглянув в розовый шар.
Роланд, одурманенный чародейством, вскоре стал убийцей собственной матери, Габриэль Дискейн. Эти две потери страшно отразились на его личности, хоть и не сломили его. Вместе со своим первым ка-тетом он отправился на поиски Тёмной Башни.

### Впервой книге
В начале серии Роланд — последний стрелок, он одержим идеей добраться до Тёмной Башни — центра всего множества бесконечных параллельных вселенных. Он предстает как почти безэмоциональный, до одержимости целеустремлённый человек, способный убить сколько угодно людей, если они встанут на его пути к Башне. Встретив мальчика Джейка, он несколько оттаивает, но все равно жертвует своим новым другом (даже, можно сказать, сыном) ради Тёмной Башни. От Уолтера Роланд узнает о своём дальнейшем пути.
Любопытно то, что имя «Роланд» появляется только в середине во второй редакции первой книги, до этого автор называет его только стрелком.

### Вовторой книге
Следуя пророчествам, полученным в первой книге, Роланд извлекает из мира, похожего на наш, двоих людей — Эдди Дина и Одетту Холмс (она же Детта Уокер, в конце берет себе имя Сюзанна Дин). Он также создает временной парадокс, не позволив маньяку Джеку Морту убить Джейка Чеймберза (два раза допустить гибель мальчика оказывается выше его сил). Парадокс разрешается после того, как Роланд извлекает Джейка в свой мир.
После извлечения двоих людей из нашего мира Роланд, взяв на себя обязанности их лидера, в том числе духовного, проявляет более человечные грани своего характера. Стрелок, по его словам, успевает полюбить обоих своих новых спутников, но все же он признается им, что ради Башни он пожертвует ими практически не задумываясь.

### Втретьей книге
Роланд, Эдди и Сюзанна направляются по Пути Луча к Тёмной Башне, убив одного из Стражей Луча, киборга-медведя Шардика. Роланд из-за созданного им временного парадокса начинает сходить с ума, так как в одной временной версии (описанной в предыдущих книгах) он встретил Джейка, а потом допустил его смерть, а во второй (единственной для остальных) — путь по пустыне и под горами он проделал в одиночестве. Роланд и его ка-тет «извлекают» Джейка из нашего мира, аннулируя последствия парадокса, и стрелок клянётся мальчику, что больше не предаст его, хотя сам в этом сомневается. Когда Джейка похищает бандит Гашер из города Луда, Роланд идёт спасать мальчика, верный своей клятве — и, с помощью Ыша, они вновь воссоединяются.
Уговорив Блейна Моно перевезти их через Бесплодные Земли, Роланд, проявляя всю свою твёрдость характера, заставляет поезд принять условие: он довезет их живыми до конечного пункта, если не разгадает хоть одну загадку.

### Вчетвертой книге
После благополучного окончания путешествия на Блейне Роланд рассказывает своим друзьям историю своих юных лет, своей первой любви и трагедий, после которых он встал на путь, ведущий к Башне. Он признается своему новому ка-тету, что, встретившись с ними, вновь обрел утраченные душевные свойства, способность любить, и предоставляет им свободу воли — возможность отказаться от Башни. Но все они остаются со стрелком.
Роланд также впервые после долгого времени встречается лицом к лицу с Мартеном, любовником своей матери и причиной многих несчастий его и всего мира. Мартен оказывается Рэндаллом Флэггом, могущественным чародеем, которого за время его жизни называли по-всякому: Мерлин, Незнакомец-вне-времени, Ричард Фаннин, Рудин Филаро, Мартен Броудклоук. Тот предлагает стрелку отступиться от Башни, но сбегает, испугавшись за свою жизнь, когда Роланд стреляет в него из пистолета мира Эдди, над которым его колдовство не властно.
Ка-тет впервые сталкивается с именем Алого Короля, написанным на стене.

### Впятой книге
На пути к Башне ка-тету встречается поселение Калья Брин Стерджис, жителей которого примерно раз в двадцать лет терроризируют некие чудовищные создания, так называемые Волки. Роланд принимает решение защитить жителей от атак. На собрании он, несмотря на недавно появившиеся боли в бедре, танцует танец каммалу, вызвав восторг у поселян и своих друзей.
Узнав о том, что Сюзанна беременна после контакта с демоном, Роланд размышляет над возможностью сделать ей аборт, но его останавливают как собственные соображения, так и шантаж отца Каллагэна (тот против из-за католических воззрений). Домоправительница Каллагэна Розалита становится любовницей стрелка, хотя и понимает, что он не останется с ней. Роланд блестяще планирует уничтожение Волков и объединёнными усилиями своего ка-тета и жителей Кальи одерживает полную над ними победу.
Когда после победы Сюзанна, вернее, Миа, овладевшая её телом, убегает в другой мир, Роланд удерживает Эдди от поспешных поступков, но на его просьбу о помощи соглашается идти с ним спасать Сюзанну.

### Вшестой книге
За Сюзанной отправляются Джейк и отец Каллагэн, Роланду и Эдди же нужно оформить в собственность пустырь с розой, заключив сделку с книготорговцем Тауэром.
В своем походе по Ключевому миру Роланд и Эдди встречают Стивена Кинга. Кинг ошарашен встречей, Эдди с Роландом — не меньше. Отношение Роланда к Кингу чем-то напоминает почтение к божеству. Роланд гипнотизирует Кинга, чтобы узнать о его роли в этой истории, внушает ему очень серьёзно отнестись к истории Башни, а также забыть об их с Эдди визите.

### Вседьмой книге
В последней книге цикла Роланд и члены его ка-тета, преследуемые сыном Алого Короля и самого стрелка Мордредом, выходят на финишную прямую. Сюзанна, разрешившись от бремени, делает попытку убить Мордреда, но ей удаётся только ранить его. Роланд и Эдди в мире, где живёт их создатель Стивен Кинг, оставляют задание для ка-тета Келвина Тауэра, Аарона Дипно и Мозеса Карвера, крестного отца Одетты Холмс — Сюзанны Дин. Джейк Чамберс, Ыш и отец Каллаген уничтожают гнездо «низких людей» и вампиров, прорываясь в Федик на помощь Сюзанне. Отец Каллаген гибнет. Погибает также и один из могущественных врагов Роланда — Уолтер.
Воссоединившись, стрелки попадают в Тандерклеп, где встречаются с Тедом Бротигеном (из романа «Сердца в Атлантиде»). В Тандерклепе живут и работают Разрушители, основная задача которых — разрушение Лучей. Стрелкам удаётся остановить крушение предпоследнего Луча, но при этом они теряют одного из своего ка-тета…
Их ка-тет начинает распадаться. Они ещё успевают спасти от смерти «певца Гана» Стивена Кинга (ценой жизни ещё одного стрелка), но ка-тета уже нет. Роланд Дискейн должен прийти к Темной Башне один, как он и видел это в своих снах и видениях Колдовской Радуги. Потеряв всех своих друзей, разделавшись с Мордредом, преодолев все препятствия, в том числе и последнее, в лице Алого Короля, Роланд достигает Темной Башни.
Он проходит все уровни Башни, поднимаясь все выше и выше, пока не достигает заветной двери с надписью «Роланд».

## Револьверы Роланда
Револьверы стрелка перешли к Роланду от отца, но так как Роланд оказался крупнее и мощнее его, они были специально утяжелены металлическими пластинами. Револьверы описываются как огромные и тяжёлые, с рукоятками жёлтого цвета из самой лучшей сандаловой древесины. Когда Роланд разыскивает патроны для своего оружия в Нью-Йорке («Извлечение троих») оказывается, что ему подходят патроны от винчестера сорок пятого калибра (в оригинале от лонг кольта того же калибра).
Для справки, первые «универсальные» патроны .44-40 Winchester применялись и в рычажной винтовке Winchester Model 1873, и револьвере Colt Peacemaker 1878; Под патрон .45 Long Colt компании Navy Arms, Rossi, Marlin и Winchester выпускают для современной «ковбойской» стрельбы винтовки «Ливер экшн» со скобой Генри и подствольным магазином, этот же патрон использовался в переделках Peacemaker и Colt Single Action Army.

## Роланд и Сюзан
Сюзан Дельгадо стала первой и, возможно, единственной «настоящей любовью» Роланда. В чувстве к ней, испытанном четырнадцатилетним юношей, было и физическое желание, и романтика, и поглощающая страсть, которую Роланд позже сравнил с наркотической зависимостью. Их чувства были взаимны и предопределены ка. Встретившись случайно, молодые люди были обречены судьбой («ка — как ветер») полюбить друг друга. Они стали любовниками, причём Сюзан потеряла девственность, которую должна была отдать мэру Хэмбри по договорённости. Роланд же ранее имел один контакт с проституткой.
Их отношения едва не стали причиной крушения первого ка-тета Роланда и его дружбы с Катбертом Оллгудом. Тем не менее Сюзан спасла жизни троих друзей, застрелив двух человек, и вообще, всячески помогала их ка-тету бороться с людьми Джона Фарсона.
Но Роланд не смог сохранить жизнь своей возлюбленной. Её гибель жестоко отразилась на юном стрелке. Он продолжал любить Сюзан на протяжении всей своей жизни, так и не исцелившись окончательно от этой потери.
Историю своей первой любви он рассказал своему новому ка-тету после поездки на Блейне (события четвёртой книги).

## Роланд и Джейк
В первой книге цикла Стрелок встречается с Джейком на насосной станции в пустыне. Джейк попал в мир Роланда, погибнув в нашем под колёсами автомобиля. Стрелок привязывается к мальчику, но, поставленный перед выбором Башня или спасение Джейка, выбирает первое. Эта смерть тяжелым бременем ложится на совесть Роланда.
В третьей книге мальчика, сходящего с ума от раздвоенности сознания (одна его часть помнит свою смерть на пешеходном переходе и путешествие с Роландом, другая — жизнь), «извлекают» из нашего мира в мир Стрелка. Стрелок, также страдающий от подобной проблемы, исцеляется и обретает своего названого сына. Стоит ли говорить о том, что Джейк Чамберс также становится стрелком, полноправным членом древнего ка-тета.

## Влияние на популярную культуру
- В романе Сергея Лукьяненко «Лабиринт отражений» и в его сиквеле «Фальшивые зеркала» главный герой взял себе прозвище «Стрелок» («Gunslinger»), однажды оговорившись, что любит творчество Стивена Кинга.
- В романе Джона Коннолли «Книга потерянных вещей» в одной из сюжетных линий, проводится параллель с «Стрелком». Главный герой романа Коннолли Дэвид попадает в другой мир из своего (1939 г.) и встречает всадника-стрелка Роланда. Вместе они продолжают путь. Правда, к концу романа Роланд гибнет в замке спящей красавицы.
- Песня группы «Кипелов» из альбома «Звезды и кресты» носит название «Темная башня»
- Песня группы «Сны Саламандры», «Последний Стрелок» посвящена Роланду
- Дуэт «Айрэ и Саруман» посвятил циклу «Тёмная башня» и его главному герою альбом «Стрелок»
- Песня группы "Ясвена", "Стрелок" посвящена Роланду